# Protestantische Kirche (Bissersheim)

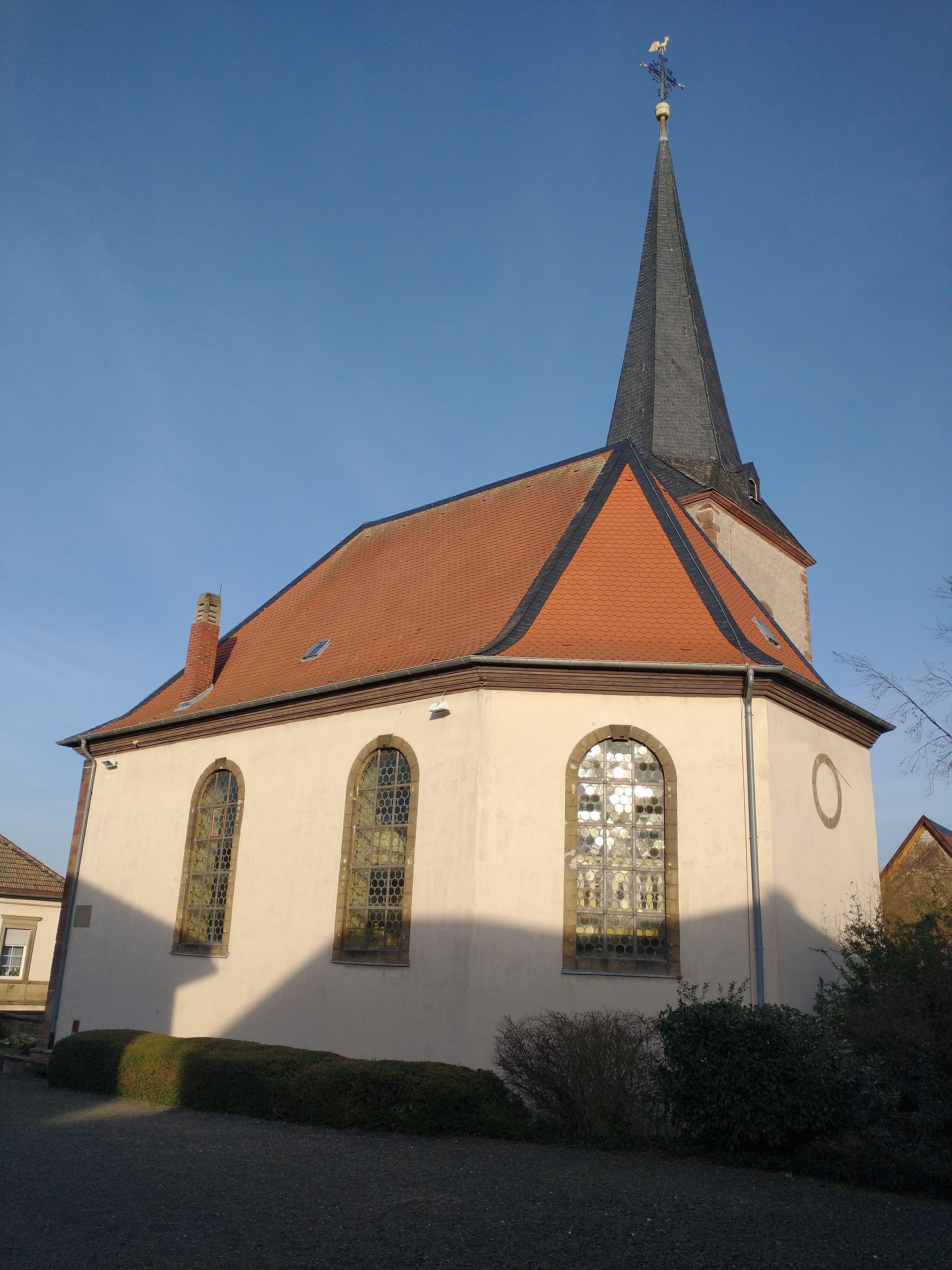
Protestantische Kirche Bissersheim

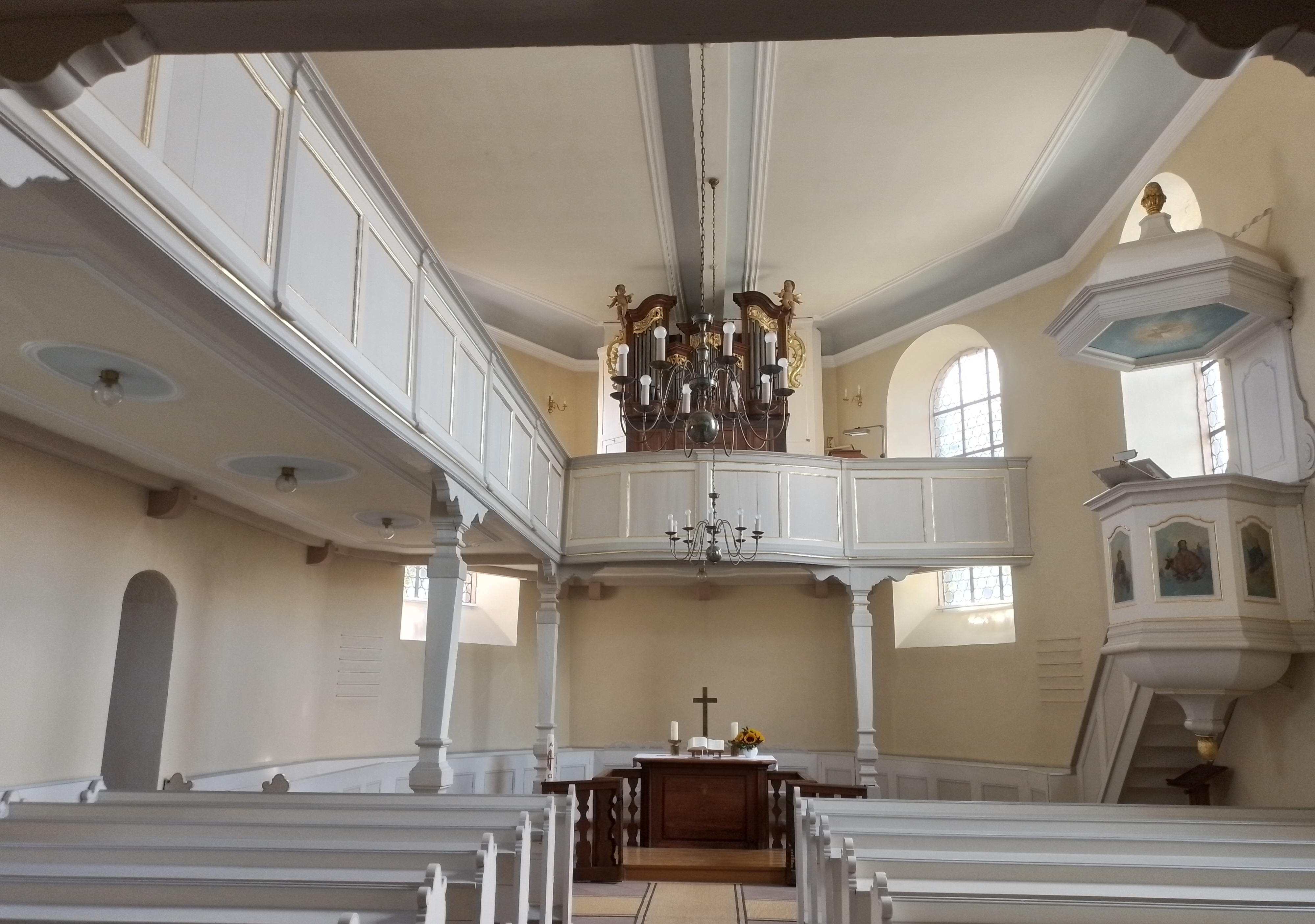
Protestantische Kirche Bissersheim

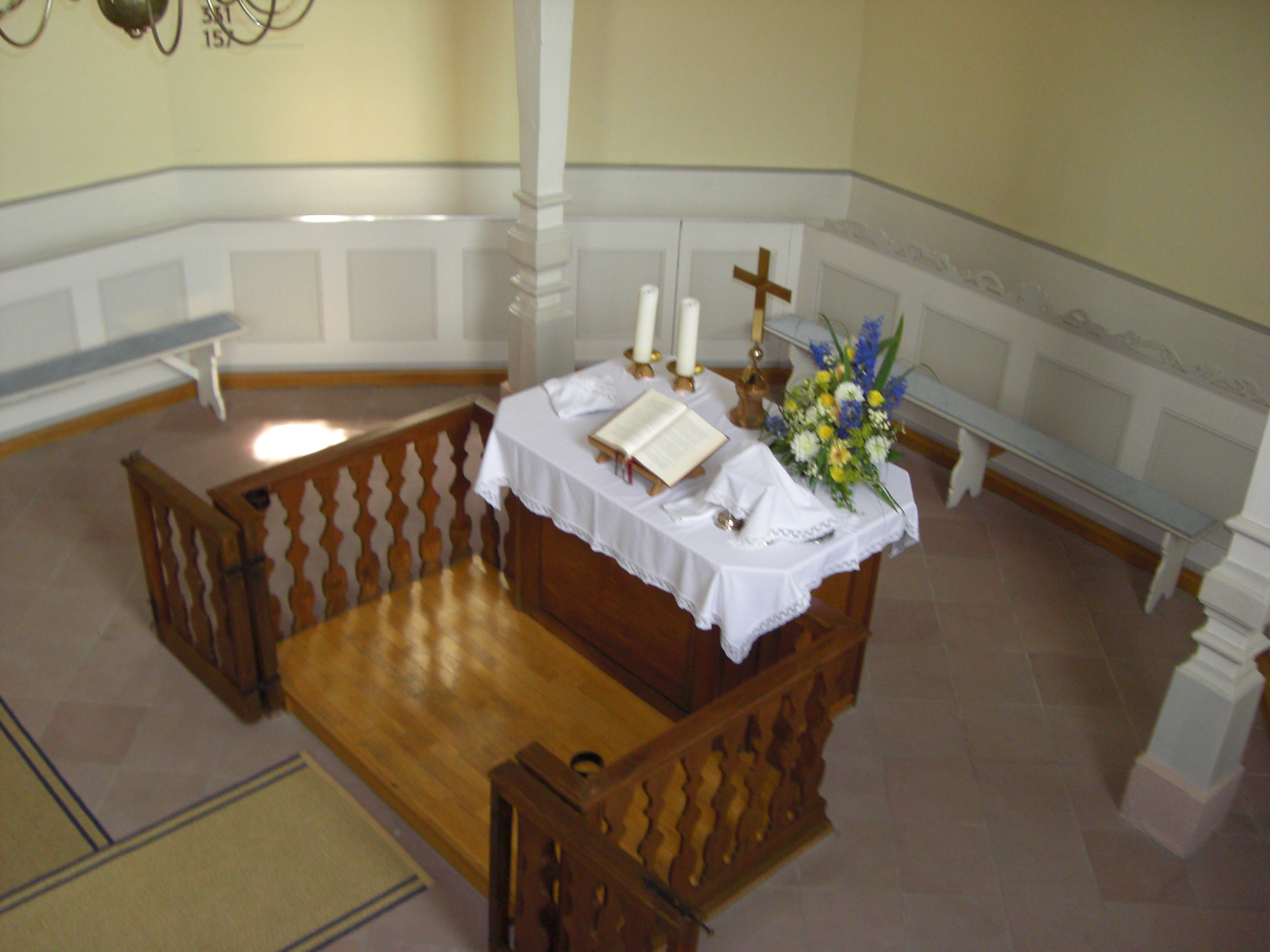
Altarraum der Protestantischen Kirche (Bissersheim)

Die Protestantische Kirche in Bissersheim im Landkreis Bad Dürkheim in Rheinland-Pfalz ist ein im Bauernbarock gehaltener Sakralbau im ursprünglich lutherisch geprägten Leiningerland. Die Kirchengemeinde Bissersheim gehört zum Pfarramt Kirchheim-Kleinkarlbach (bis 2014 Kirchheim-Bissersheim) im Kirchenbezirk Bad Dürkheim-Grünstadt der Evangelischen Kirche der Pfalz. 

## Geschichte
Das Kirchenschiff wurde in den Jahren 1744 bis 1755 erbaut. Der Kirchturm stammt noch aus dem 13. Jahrhundert. Der Turmhelm bekam 1776 seine heutige Gestalt. In den Jahren 1955/1956 sowie Anfang des 21. Jahrhunderts erfolgten umfassende Renovierungen. Die Kirche zählt 213 Sitzplätze.

## Orgel
Die Orgel ist ein Instrument aus der Orgelwerkstatt Poppe aus dem Jahr 1932. Das Pedal und das Orgelgehäuse stammen von Johann Peter Kampff aus dem Jahr 1770. Das Instrument umfasst zwei Manuale mit Pedal und zehn Register. Die Traktur ist pneumatisch. Im Jahr 2015 wurde die Orgel von Andreas J. Schiegnitz restauriert. Die Disposition lautet wie folgt:
| I Hauptwerk C–g3 |        |
| Principal        | 8′     |
| Quintatön        | 8′     |
| Nachthorn        | 4′     |
| Rauschquinte II  | 2 3⁄3′ |

| II Schwellwerk C–g3 |    |
| Gedeckt             | 8′ |
| Salicional          | 4′ |
| Flöte               | 4′ |
| Gemshorn            | 2′ |

| Pedal C–f1 |     |
| Subbass    | 16′ |
| Zartbass   | 16′ |

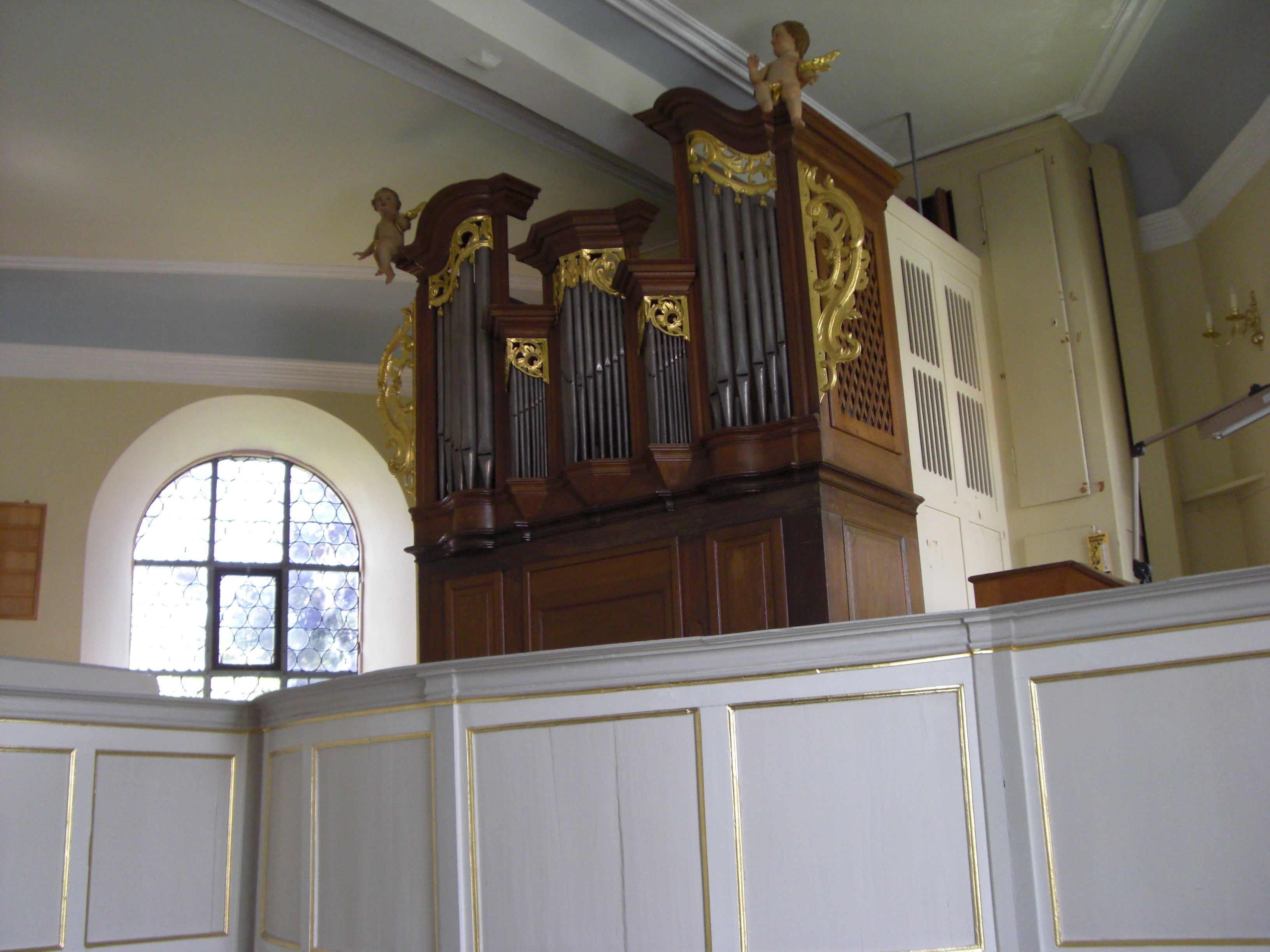
Poppe-Orgel der Protestantischen Kirche (Bissersheim)

- Koppeln: II/I, II/I 4′, II/I 16′, I/P, II/P
- Spielhilfen: Pianopedal, Tutti

## Geläut
Der Kirchturm trägt vier Glocken:
- 1: gis’-8; Bachert; Kochendorf, 1950
- 2: h'-7; Bachert, Kochendorf, 1950
- 3: cis’'-9; Bachert, Kochendorf, 1950
- 4: e’'-; Pfeifer, Kaiserslautern, 1932

## Liste der Pfarrerinnen und Pfarrer (ab Mitte des 20. Jahrhunderts)

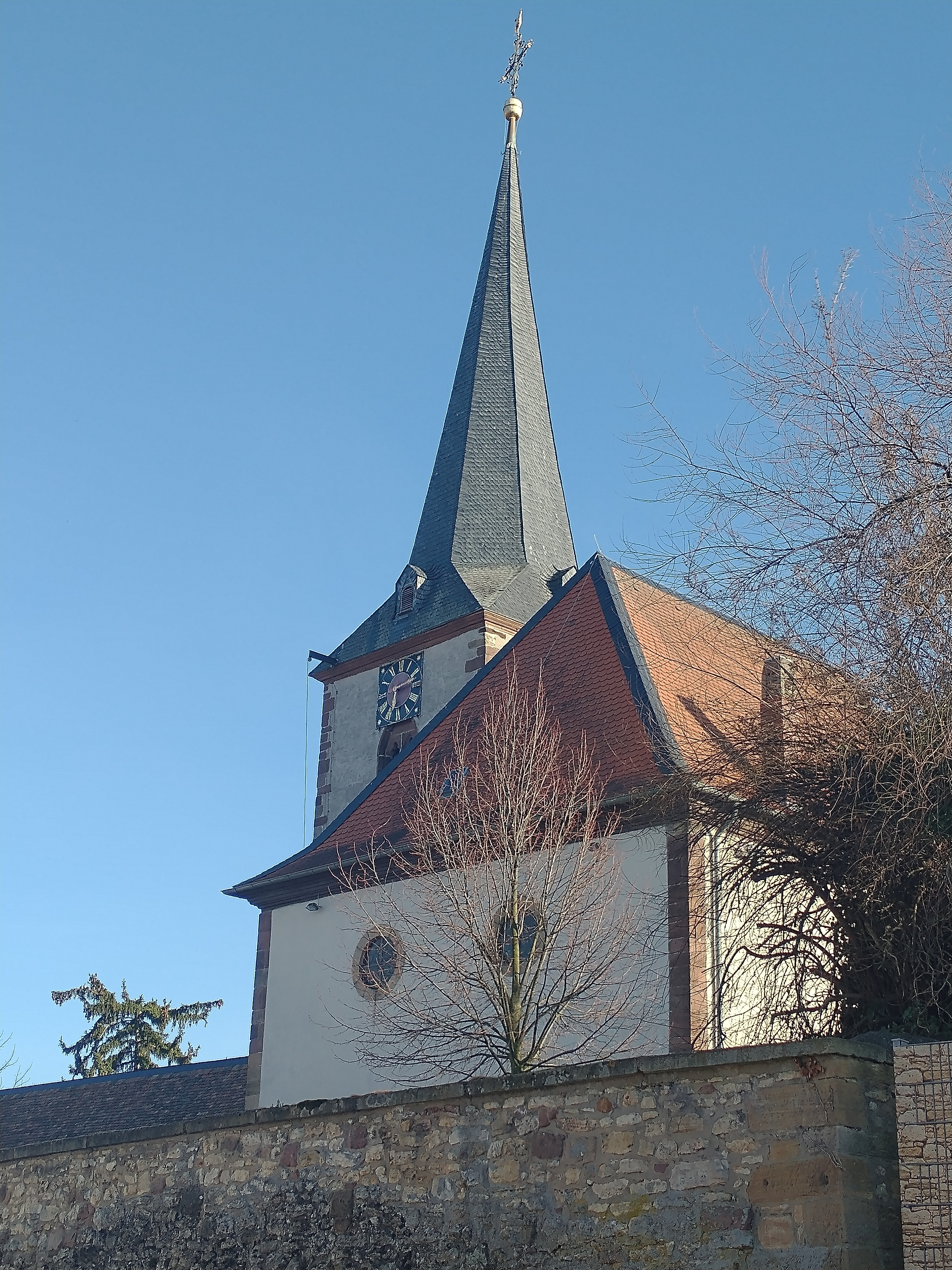
Protestantische Kirche Bissersheim

- Hermann Böbinger (1947–1962)
- Leopold Bruder (1962)
- Theo Herzer (1962–1981)
- Gordon Emrich (1982–1984)
- Wilhelm Kwade (1984–1997)
- Belinda Spitz-Jöst (1997)
- Johannes Fischer (1998–2014)[4][5]
- Julia Heller (2014–2018)[6]
- Sascha Weber (seit 2019)[7]